# Edifício da Exposição Real
O Edifício da Exposição Real (ou Royal Exhibition Building, em inglês) localiza-se em Melbourne, Austrália. Localiza-se nos Jardins de Carlton, no nordeste do centro financeiro da cidade. Foi o primeiro edíficio da Austrália a ser declarado Património Mundial da Unesco.

## História
O Edifício da Exposição Real foi desenhado pelo arquitecto Joseph Reed. Foi completado em 1880, pronto para a Exposição Internacional de Melbourne. O mais importante invento que ai decorreu foi a abertura do primeiro Parlamento da Austrália, em 9 de maio de 1901. Juntamente com os Jardins de Carlton, foi declarado Património Mundial da Unesco em 2004.
Actualmente ainda é usado como centro de exposições. No entanto, já não é o maior e mais usado centro de exposições de Melbourne. O seu equivalente actual é o Melbourne Exhibition and Convention Centre. é também usado como sala de exames para várias universidades de Melbourne.